# Glypta elevata
Glypta elevata là một loài tò vò trong họ Ichneumonidae.